# Hugo Wessolek
Hugo Wessolek (* 1. Oktober 1905 in Allenstein; † Februar oder März 1945 in der UdSSR) war ein deutscher römisch-katholischer Geistlicher und Märtyrer.

## Leben
Hugo Wessolek, Sohn eines Lehrers, verließ das Gymnasium mit 14 Jahren aus Gesundheitsgründen und versuchte sich in einer Kaufmannslehre, dann vergeblich bei den Pallottinern. Der Tod seines älteren Bruders im Priesterseminar bewog ihn zur Weiterqualifikation. Er machte 1934 Abitur in Braunsberg und studierte ebenda katholische Theologie. Am 31. März 1940 wurde er in Frauenburg zum Priester geweiht. Er war Kaplan in Groß Kleeberg, Groß Purden, in Groß Lemkendorf, Kreis Allenstein, und ab 1942 in Groß Köllen. Gleichzeitig verwaltete er die Pfarrstelle Schellen im Kreis Rößel, deren Pfarrer Hubert Czechowski (1900–1977) im KZ Dachau inhaftiert war.
Nach dem Einmarsch der Roten Armee im Januar 1945 weigerte er sich zu fliehen und wurde über Insterburg in die UdSSR verschleppt. Sein Tod auf dem Transport in den Ural ist bezeugt. Er wurde 39 Jahre alt.

## Gedenken
Die Römisch-katholische Kirche in Deutschland hat Hugo Wessolek als Märtyrer aus der Zeit des Nationalsozialismus in das deutsche Martyrologium des 20. Jahrhunderts aufgenommen.